# Ashley Gorge Waterfall
Der Ashley Gorge Waterfall ist ein Wasserfall im Gebiet der Ortschaft Starvation Hill im Waimakariri District der Region Canterbury auf der Südinsel Neuseelands. Er liegt im Lauf eines namenlosen Bachs, der einige hundert Meter hinter dem Wasserfall einerseits in einen abflusslosen Tümpel mündet und anderseits in der den Tümpel umgebenden Wiese versickert. Seine Fallhöhe beträgt rund 15 Meter. Einige hundert Meter nordöstlich liegen in einem anderen Bachlauf die Glentui Falls.
An der Brücke der Ashley Gorge Road über den Ashley River/Rakahuri beginnt ein Wanderweg, der in etwa einer Stunde zum Wasserfall führt.